# Eenzame Herder
Eenzame Herder, ook bekend als Einsamer Hirte in het Duits of The Lonely Shepherd in het Engels, is een instrumentaal stuk van James Last, voor het eerst uitgebracht in een opname met de Roemeense panfluitist Gheorghe Zamfir.

## Geschiedenis
Oorspronkelijk was de titel bedoeld voor het album Filmmusik ohne Filme, dat alleen originele composities van James Last zou moeten bevatten. Dit album kwam er echter nooit en in plaats daarvan verscheen Eenzame Herder in 1977 op het album Russland Erinnerungen. In hetzelfde jaar werd het nummer ook uitgebracht op single. Met deze opname bereikte Gheorghe Zamfir, die al talloze platen had uitgebracht, zijn internationale doorbraak. Hij vergezelde onder meer James Last op zijn tournee in 1978 en 1979.
Het nummer werd gebruikt in diverse films en is door vele artiesten gecoverd. Zo werd het gebruikt als thema in de Australisch-Britse televisieserie Golden Soak (De verlaten mijn) uit 1979.
In Nederland werd de plaat vaak gedraaid op Hilversum 3 en bereikte deze de 5e positie in zowel de Nederlandse Top 40 als de Nationale Hitparade. In de TROS Top 50 werd zelfs de 3e positie bereikt. In de Europese hitlijst op Hilversum 3, de TROS Europarade, werd de 14e positie bereikt.
In België bereikte de plaat de 5e positie in de Vlaamse Radio 2 Top 30 en de 7e positie in de Vlaamse Ultratop 50.
In thuisland Duitsland kwam de plaat niet hoger dan de 22e positie.

## Soundtracks
Eenzame Herder is herhaaldelijk gebruikt als soundtrack. Behalve als titelthema in Golden Soak werd het in 1983 gebruikt als het liefdesthema van een Venezolaanse serie getiteld Chao, Cristina, geproduceerd door het Venezolaanse tv-netwerk RCTV en opnieuw in 1984 in de voor een Oscar genomineerde korte animatiefilm Paradise. In 2003 gebruikte RZA de opname als soundtrack in een scène en in de aftiteling van Quentin Tarantino's film Kill Bill: Volume 1.

## Hitnoteringen

### Nederlandse Top 40
| Hitnotering: 8 december 1979 t/m 2 februari 1980 | Hitnotering: 8 december 1979 t/m 2 februari 1980 | Hitnotering: 8 december 1979 t/m 2 februari 1980 | Hitnotering: 8 december 1979 t/m 2 februari 1980 | Hitnotering: 8 december 1979 t/m 2 februari 1980 | Hitnotering: 8 december 1979 t/m 2 februari 1980 | Hitnotering: 8 december 1979 t/m 2 februari 1980 | Hitnotering: 8 december 1979 t/m 2 februari 1980 | Hitnotering: 8 december 1979 t/m 2 februari 1980 | Hitnotering: 8 december 1979 t/m 2 februari 1980 | Hitnotering: 8 december 1979 t/m 2 februari 1980 |
| Week                                             | 49                                               | 50                                               | 51                                               | 1                                                | 2                                                | 3                                                | 4                                                | 5                                                | 6                                                |                                                  |
| ------------------------------------------------ | ------------------------------------------------ | ------------------------------------------------ | ------------------------------------------------ | ------------------------------------------------ | ------------------------------------------------ | ------------------------------------------------ | ------------------------------------------------ | ------------------------------------------------ | ------------------------------------------------ | ------------------------------------------------ |
| Positie                                          | 31                                               | 12                                               | 9                                                | 5                                                | 5                                                | 8                                                | 18                                               | 30                                               | uit                                              |                                                  |

### Nationale Hitparade
Hitnotering: 15-12-1979 t/m 23-02-1980. Hoogste notering: nr. 5 (4 weken).

### TROS Top 50
Hitnotering: 06-12-1979 t/m 07-02-1980. Hoogste notering: nr. 3 (1 week).

### TROS Europarade
Hitnotering: 05-1-1980 t/m 26-01-1980. Hoogste notering: nr. 14 (2 weken).